# Pentonville
Pentonville es un barrio del municipio de Islington, Londres, Inglaterra. Se encuentra en el borte septentrional del centro de Londres. Está a 2,82 km nornoreste de Charing Cross en la Inner Ring Road. Pentonville se desarrolló en el límite noroccidental de la antigua parroquia de Clerkenwell en New Road. Se llama así por Henry Penton, quien desarrolló la zona.

## Historia
Henry Penton desarrolló una serie de calles en los años 1770, en lo que era campo abierto junto a la New Road. Pentonville formaba parte de la antigua parroquia de Clerkenwell, y fue incorporada al municipio metropolitano de Finsbury por el Acta del Gobierno de Londres de 1899. En 1965, pasó a formar parte del municipio de Islington.
En Pentonville nacieron John Stuart Mill (1806) y Forbes Benignus Winslow (1810), el destacado psiquiatra. En 1902 Vladímir Lenin y su esposa vivieron justo enfrente de Pentonville Rd, y fue en esa época cuando conoció a su compatriota exiliado León Trotski.

## Geografía
Lugares cercanos son Islington, St. Pancras y Finsbury.  
A diferencia de lo que pudiera pensarse, la Prisión de Pentonville no se encontrasba aquí, sino en Caledonian Road, que queda más al norte, en Barnsbury.

## Transporta
La estación de metro más cercana es la de Angel.

## Cultura
"Pentonville" es un corte del álbum de los Babyshambles Down in Albion.
Mr Brownlow, el caballero cuyos libros roban en Oliver Twist, vivía en "una calle tranquila y sombría cerca de Pentonville" en la novela y en la mayor parte de las versiones cinematográficas. Sin embargo, en la adaptación musical Oliver!, vive en Bloomsbury Square.